# Virginia College
Virginia College era una universidad privada con fines de lucro ubicada principalmente en el sureste de los Estados Unidos. Ofrecía clases, certificados, diplomas y títulos relacionados con profesiones específicas como ciencias de la salud, tecnología de la información, negocios, administración de oficinas y justicia penal. También ofrecía programas de grado en línea.
Después de que Virginia College no lograra ser acreditado por el Consejo de Acreditación para Educación y Capacitación Continua, y se rechazara una apelación, se esperaba que aproximadamente un tercio de sus campus cerraran para 2020, anunció la compañía en septiembre de 2018. En diciembre de 2018, Virginia College anunció que todos los campus cerrarían citando desafíos financieros y problemas de acreditación.

## Historia
El campus original de Virginia College fue fundado en 1983 en Roanoke, Virginia. En 1989, fue adquirida por Education Futures, Inc. En febrero de 1992, abrió su primera sucursal en el suburbio de Homewood en Birmingham, Alabama. En abril de 1993 se abrió otra sucursal en Huntsville, Alabama.

## Propiedad
La empresa propietaria y operadora de las escuelas, Education Corporation of America, era una corporación privada con sede en Birmingham, Alabama. ECA también era propietaria de Virginia College Online, que ofrecía programas académicos de educación a distancia a través de Internet; Academia de Golf de América; Culinard, el Instituto Culinario de Virginia College, que ofrece títulos en artes culinarias; y Ecotech Institute, que ofrece títulos en campos de energía renovable, diseño sostenible y eficiencia energética.

## Ubicaciones
Ubicaciones del campus físico:
- Augusta (Georgia)
- Birmingham, Alabama
- Bossier City, Luisiana
- Charleston, Carolina del Sur
- Florencia, Carolina del Sur
- Greenville, Carolina del Sur
- Jacksonville, Florida
- Knoxville, Tennessee
- Lubbock, Texas
- Richmond, Virginia
- Sabana, Georgia
- Greensboro, Carolina del Norte

Campus programados para cerrar en 2020:
- Austin, Texas
- Baton Rouge, Luisiana
- Biloxi, Misisipi
- Jackson, Misisipi
- Chattanooga (Tennessee)
- Columbia, Carolina del Sur
- Spartanburg, Carolina del Sur
- Colón, Georgia
- Macon (Georgia)
- Fort Pierce, Florida
- Pensacola, Florida
- Oklahoma
- Montgomery, Alabama
- Huntsville, Alabama
- Móvil, Alabama
- Phoenix, Arizona

## Plan de estudios
Virginia College ofrecía cursos de atención médica, cosmetología, justicia penal, asistente legal e ingeniería de redes (los cursos de ingeniería de redes no están acreditados por ABET), así como varios programas de oficios (capacitación profesional), como conducción de camiones. También se ofrecieron clases y títulos en línea.

## Acreditación
Virginia College fue acreditada por el Consejo de Acreditación de Colegios y Escuelas Independientes (ACICS). Cuando el Departamento de Educación de EE. UU. retiró el reconocimiento a ACICS como acreditador reconocido a nivel federal en septiembre de 2016, Virginia College buscó la acreditación del Consejo de Acreditación para Educación y Capacitación Continua (ACCET). En marzo de 2018, la propuesta de Virginia College de acreditación ante ACCET fue rechazada, al igual que su posterior apelación.

## Crítica
En 2012, Virginia College fue demandada por el Centro para la Justicia de Mississippi en nombre de siete estudiantes. La demanda afirma que Virginia College engañó a los estudiantes sobre el valor de sus títulos y que dirigió específicamente publicidad engañosa a mujeres y estudiantes de minorías. El caso fue remitido a arbitraje.
En 2022, Virginia College fue una de las 153 instituciones incluidas en la cancelación de préstamos estudiantiles debido a un presunto fraude. La demanda colectiva fue presentada por un grupo de más de 200.000 estudiantes prestatarios, con la ayuda del Proyecto sobre Préstamos Predatorios para Estudiantes, parte del Centro de Servicios Legales de la Facultad de Derecho de Harvard. En agosto de 2022 se aprobó un acuerdo que establecía que las escuelas de la lista incluían "mala conducta sustancial por parte de las escuelas enumeradas, ya sea alegada de manera creíble o, en algunos casos, probada". En abril de 2023, la Corte Suprema rechazó una impugnación del acuerdo y permitió proceder a la cancelación de la deuda por presunto fraude.